# Hatmehyt
Hatmehyt hay Hatmehit, là một nữ thần trong văn hóa Ai Cập cổ đại. Tên của bà được dịch nghĩa là "Người đứng đầu đàn cá" hay "Con cá quan trọng nhất". Ý nghĩa này có thể ám chỉ đến việc bà vị thần quan trọng nhất trong tín ngưỡng thờ cá của cư dân cổ đại, hoặc được xem là một vị thần cá có mặt từ rất sớm, "khi Ai Cập vừa mới nổi lên từ vùng đầm lầy" (ám chỉ quá trình hình thành vương quốc Ai Cập).

## Thần thoại
Nữ thần cá Hatmehyt được thờ phụng chủ yếu xung quanh thành phố cổ Mendes (nome thứ 16 của Hạ Ai Cập), vì bà là thần bảo hộ nơi đây. Nome này được viết dưới chữ tượng hình là một con cá, là hiện thân của Hatmehyt.
Hatmehyt được mô tả dưới hình dạng của một con cá, giống với một loài cá của chi Lepidotes (một loài phổ biến ở sông Nin), hoặc là một người phụ nữ đội biểu tượng cá thần trên đầu. Thời gian sau đó, vị trí độc tôn của Hatmehyt bị phá vỡ do sự xuất hiện của một vị thần đầu cừu là Banebdjedet, cũng được xem là chồng của bà. Con trai của hai người là thần "Horus trẻ".

## Tham khảo

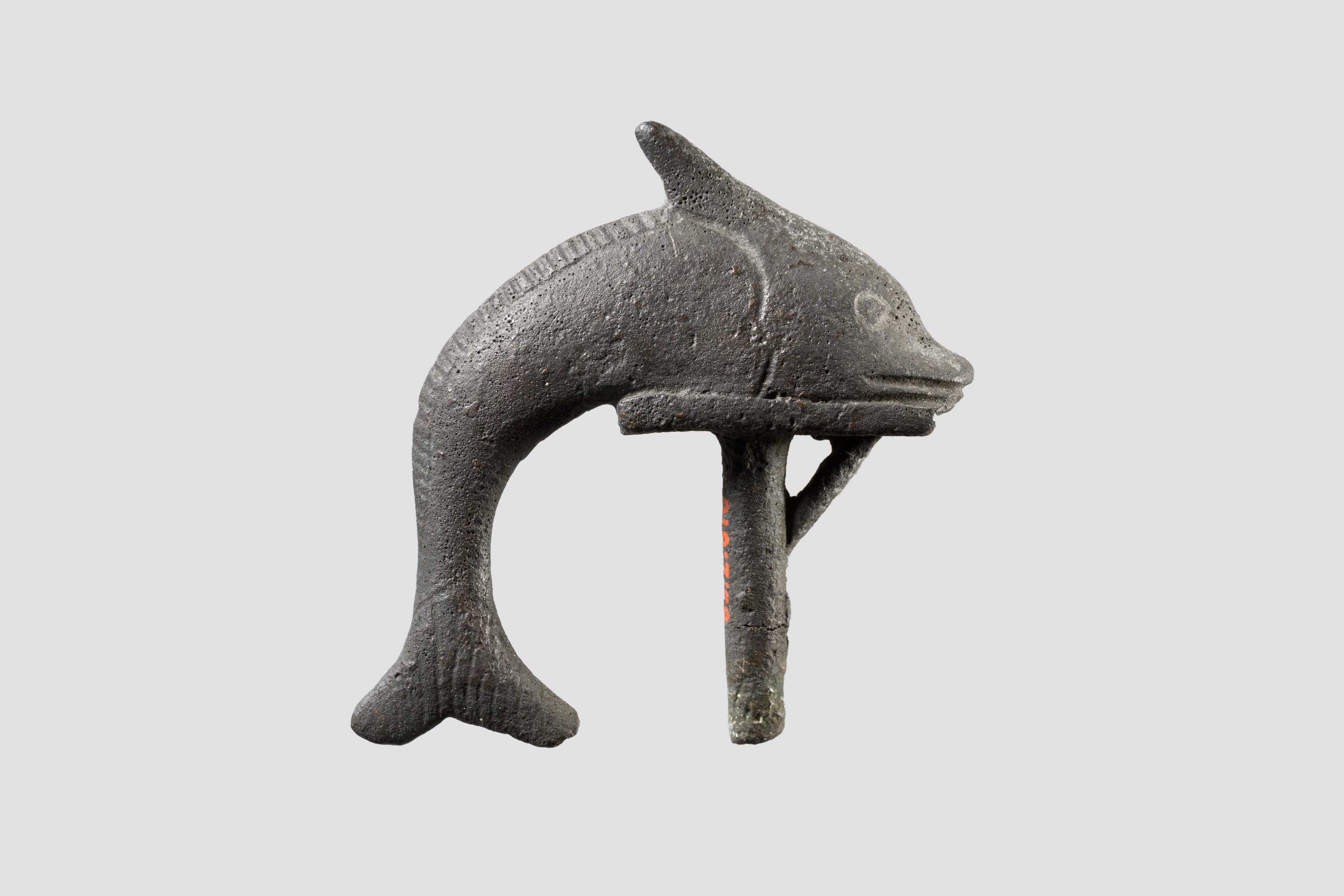
Hatmehyt dưới hình dạng của một con cá (Bảo tàng Mỹ thuật Metropolitan)